# Aasbüttel
Aasbüttel este o comună din landul Schleswig-Holstein, Germania. Se află la o altitudine de 42 m deasupra nivelului mării. Are o suprafață de 4,53 km² și 4,51 km². Populația este de 140 locuitori, determinată în 30 septembrie 2019, prin actualizare statistică[*].